# Lhota (Lísek)
Lhota (německy Lhotta) je část obce Lísek v okrese Žďár nad Sázavou. Nachází se na jihu Lísku. V roce 2009 zde bylo evidováno 143 adres. V roce 2001 zde trvale žilo 323 obyvatel.
Lhota leží v katastrálním území Lhota u Lísku o rozloze 6,26 km2.